# Корево (деревня)
 Корево — деревня в Смоленской области России, в Демидовском районе. Расположена в северо-западной части области в 29 км к востоку от Демидова, на берегу озера Городище.
Население — 409 жителей (2007 год). Административный центр Воробьёвского сельского поселения.

## История
Во время Великой Отечественной войны (1942 год) в деревне располагался штаб партизанского отряда «Батя».

## Достопримечательности
- 2 кургана у озера Поганое